# (3022) Dobermann
(3022) Dobermann (1980 SH) – planetoida z grupy pasa głównego asteroid okrążająca Słońce w ciągu 2,69 lat w średniej odległości 1,93 j.a. Odkryta 16 września 1980 roku.